# Aleksander Błażejowski
Aleksander Błażejowski (ur. 15 maja 1890 we Lwowie, zm. w grudniu 1940) – polski pisarz i dziennikarz, autor powieści kryminalnych.

## Życiorys
Syn dr. Bronisława Błażejowskiego, adwokata we Lwowie i jego żony Aleksandry z Krzemieńskich. Edukację rozpoczął we Lwowie, po czym ukończył Gimnazjum w Bochni. Służył w armii austriackiej. W Wiedniu rozpoczął studia prawnicze, które ukończył we Lwowie. Po studiach pracował w kancelarii swojego ojca.
W 1914 został wcielony do armii austriackiej i wysłany na front rosyjski. Niebawem dostał się do niewoli i zesłano go do obozu jenieckiego na północy Rosji. Aleksander Błażejowski przebywał w nim 2 lata – uciekł podczas rewolucji 1917 roku. Przez Moskwę przedostał się do Lwowa, gdzie w stopniu porucznika został wcielony do Polskich Sił Zbrojnych. Brał udział w walkach z Ukraińcami o Galicję Wschodnią. Pod koniec wojny został prawnikiem wojskowym w Warszawie i awansował na stopień kapitana. Po zakończeniu wojny 1920 roku przeniesiony do rezerwy.
Od 1921 rozpoczął karierę pisarską. Początkowo redaktor pisma „Rzeczpospolita”, w 1922 przeniósł się do Bydgoszczy, aby wraz z Adamem Grzymałą Siedleckim tworzyć „Gazetę Bydgoską”. W 1925 przeniósł się do Krakowa do redakcji „Gońca Krakowskiego”. W tym roku powstała pierwsza powieść kryminalna Błażejowskiego – Czerwony Błazen, uważany także za pierwszy polski kryminał. Do 1939 powieść miała 3 wydania i została zekranizowana przez Henryka Szaro. Kolejne lata przynoszą następne powieści, w tym Walizka P.Z. oraz Tajemnica doktora Hiwi, które cieszyły się dużą popularnością.
W 1934 Błażejowski wrócił do Lwowa i objął kancelarię adwokacką po ojcu. Wojna 1939 roku zastała go w Krakowie, skąd próbował powrócić do Lwowa. Po drodze internowany przez Niemców i osadzony w obozie pod Lwowem. Udało mu się uciec dopiero w listopadzie 1939 roku, ale Lwów był już zajęty przez wojska sowieckie. Po powrocie do Lwowa Błażejowski ukrywał się, ale gdy zachorował, musiał wrócić do domu rodzinnego. Zaraz po powrocie 9 kwietnia 1940 r. został aresztowany przez NKWD i przewieziony do więzienia w Brygidkach a następnie przewieziony do więzienia w Chersoniu. Zmarł w więzieniu w Chersoniu w listopadzie tego roku (https://www.zapisyterroru.pl/dlibra).
Rodzina Błażejowskiego (żona, syn, ojciec) 13 kwietnia 1940 roku została wywieziona do Kazachstanu, do miejscowości Semipałatyńsk. Obecnie rodzina mieszka w Australii.
W 1951 wszystkie jego utwory zostały wycofane z polskich bibliotek oraz objęte cenzurą. Książki Błażejowskiego są wznawiane sukcesywnie dopiero od 2012 roku w serii Kryminały przedwojennej Warszawy.

## Powieści sensacyjne i kryminalne
- Czerwony Błazen (1925[2]; wznowiona 2012)
- Sąd nad Antychrystem[3] (1927; wznowiona 2013[4])
- Walizka P.Z.[5](1928, wznowiona 2014[6])
- Tajemnica Doktora Hiwi[7] (1928; trzy wydania przed wojną, wznowiona 2014[8])
- Tekturowy Człowiek[9] (1929, wznowiona 2014[10]; razem z Walizką P.Z. i Tajemnicą doktora Hiwi stanowi trzytomową powieść)
- Zemsta Grzegorza Burowa[11] (1931; wznowiona 2013 pod wspólnym tytułem z drugą częścią: Korytarz podziemny B.[12])
- Korytarz podziemny B[13] (1931; wznowiona 2013 w jednym tomie, stanowi jedną powieść z Zemstą Grzegorza Burowa[12])